# Дэвис, Джонатан (регбист, 1988)
Джонатан Джеймс Воган Дэвис (англ. Jonathan James Vaughan Davies, родился 5 апреля 1988 года в Солихалле) — валлийский регбист, выступающий на позиции центра за клуб «Скарлетс» и сборную Уэльса.

## Семья
Джонатан родился 5 апреля 1988 года в английском городе Солихалл в семье выходцев из Уэльса. У него есть младший брат Джеймс, также играющий в регби за «Скарлетс» и сборную Уэльса, но на позиции фланкера (Дэвисы стали 33-м поколением братьев, выступавших когда-либо за сборную Уэльса). Джонатан является полным тёзкой другого валлийского регбиста по имени Джонатан Дэвис, который выступал на дебютном чемпионате мира, а позже переключился на регбилиг; во избежание путаницы носит прозвище «Лис» (англ. Fox).
Родители — владельцы паба «Лис и гончие» (англ. Fox & Hounds), по которому Джонатан и получил прозвище. Учился в начальной школе Диффрин Таф в Уитланде, свободно владеет валлийским языком. Изучал спорт и физическую культуру в университетском колледже Тринити в Кармартене.

## Клубная карьера
Дэвис начинал играть в составе региональной команды «Лланелли», дебютировав на профессиональном уровне за команду «Лланелли Скарлетс» даже раньше, чем собственно за клуб «Лланелли». Дебют за «алых» состоялся 11 августа 2006 года в матче против «Нортгемптон Сэйнтс». 28 сентября 2007 года, в своём шестом матче за команду «Скарлетс» Джонатан занёс первую попытку, положив её в зачётку «Коннахта».
12 ноября 2013 года Дэвис согласовал свой переход во французский «Клермон Овернь» из Топ 14 на два года. В последнем сезоне перед переходом он был назначен капитаном «Скарлетс». Однако из-за повреждения грудной мышцы, полученной в матче против ЮАР, Дэвис выступал ниже ожидаемого уровня. 13 ноября 2015 года Дэвис договорился о возвращении в «Скарлетс» по окончании сезона и для подготовки к Про12 в сезоне 2016/2017.

## Карьера в сборных

### Уэльс
В 2009 году в сборную Уэльса перед началом летнего турне по Северной Америке был вызван Джонатан Дэвис. Его дебютная игра состоялась 30 мая 2009 года против Канады. В последующем матче против США он занёс две попытки. Благодаря выступлению летом и хорошей форме в составе «Скарлетс» его позвали ещё с тремя игроками «алых» на осенние тест-матчи. Он попал в заявку на игру 7 ноября против «Олл Блэкс», но на поле не вышел. 13 ноября Джонатан вышел на 50-й минуте матча против Самоа вместо травмированного Тома Шенклина. 21 ноября Дэвис вышел на матч против Аргентины, встав в пару с Джейми Робертс. Несмотря на то, что валлийцы победили 33:16, именно из-за ошибки Дэвиса аргентинцы занесли свою единственную попытку: Дэвис неудачно выбил мяч вперёд, попав в ногу Мартину Родригесу, и тот в одиночку дальше пробежал до зачётного поля. Тем не менее, Дэвис и Робертс проработали весь матч слаженно, заставив аргентинцев рассчитывать только на штрафные. В последнем тест-матче против Австралии, прошедшем 28 ноября, валлийцы проиграли 12:33, а из-за травмы Ли Халфпенни, полученной на 30-й минуте, Дэвис вынужден был играть на позиции правого винга.
18 января 2010 года Джонатан Дэвис попал в предварительную заявку Уэльса из 35 человек на Кубок шести наций, но так и не был заявлен ни на одну игру. 19 июня 2010 года он вышел на 71-й минуте на замену вместо Джейми Робертса в первом тест-матче против «Олл Блэкс» в рамках летнего турне «драконов» по Новой Зеландии. Во втором тест-матче травму получил Эндрю Бишоп, и Дэвис с Робертсом снова заняли позиции в центре: Дэвис играл уже на позиции внешнего центрового. Дэвис был наконечником атакующего копья валлийцев во время одной из наиболее острых атак, решив прорваться к зачётной зоне в одиночку вместо того, чтобы совершить офф-лод и отдать мяч кому-нибудь из трёх помогающих ему игроков. 21 октября Дэвис попал в заявку на осенние тесты, однако ни разу не вышел на поле: его подменяли Джеймс Хук, Том Шенклин и Эндрю Бишоп.
В 2011 году на Кубке шести наций Дэвис выходил в стартовом составе на позиции центра, а также попал в заявку Уэльса на кубок мира. Он сыграл в контрольных матчах против англичан дважды (дома и в гостях) и против Аргентины дома перед турниром, на самом турнире сыграл все 7 встреч в паре с Джейми Робертсом и занял 4-е место со сборной. В дальнейшем Дэвис привлекался к играм Кубка шести наций в следующие годы, выиграв турнир в 2012, 2013 и 2019 годах (капитан сборной на турнире 2019 года). В 2017 году признан лучшим спортсменом Уэльса по версии BBC. На чемпионате мира 2019 года снова с командой занял 4-е место.

### Львы
В 2013 году Дэвис был включён в заявку «Британских и ирландских львов» на их турне по Австралии. Он вышел играть вместо Брайана О’Дрисколла, для которого предыдущие два тест-матча против австралийцев в турне стали последними за сборную, а «Львы» победили 41:13 в третьем тест-матче.
В 2017 году Дэвис снова попал в заявку «Львов» на турне по Новой Зеландии, по итогам серии был признан лучшим игроком в составе сборной.

### Вне регби
В 2018 году, восстанавливаясь после серьёзного повреждения левой стопы, которое он получил в матче против Австралии после неудачной борьбы с Марикой Короибете, Джонатан разъезжал по Кардиффу на скутере, который его девушка, по его же словам, возненавидела.
Дэвис является болельщиком футбольного клуба «Манчестер Юнайтед», своим кумиром называет игрока НФЛ Тома Брэди. Также увлекается музыкой: 5 августа 2019 года включён решением Национального эйстетвода в сообщество бардов (Горседд) в Лланрусте под именем «Джон Кадно» (валл. Jon Cadno).
В апреле 2020 года Дэвис впервые выиграл кибер-скачки Grand National: победила его лошадь по кличке Поттерс, неоднократно участвовавшая в скачках в прошлом и специально оцифрованная специалистами. Выигрыш Дэвис пообещал передать Национальной службе здравоохранения.

## Стиль игры
Дэвис является универсальным центровым, который обладает достаточной физической мощью, отменным ударом и скоростными навыками, позволяющими ему заносить попытки в зачётные зоны команд. Однако особенно высоко он ценится за навыки игры в обороне на позиции внешнего центрового (позиция 13).